# 濛河路
濛河路，是中国安徽省合肥市的一条东西向干道，得名自蒙洼蓄滞洪区北侧的濛河分洪道，西起长丰县岗集镇境内的 合淮路接兴业大道，东至双墩镇境内的淮南北路，全长14.7公里。濛河路经过阜阳北路、蒙城北路等道路。沿路有北城世纪城初级中学、双墩农贸市场、人和产业城等。